# ايباكارايي
ايباكارايي هي مديرية في باراغواي، تقع في الإدارة المركزية، بلغ عدد سكانها 27,379 نسمة وذلك حسب إحصائيات سنة 2018، تبلغ مساحتها 101 كيلومتر مربع، رمزها البريدي هو 2770.

## مدن توأم
المدن التوأم:
- سانتا في (منذ 4 سبتمبر 1978).

## أعلام
- دافيد ميندييتا
- كارلوس غامارا